# Civildepartementet (1840–1920)
Civildepartementet, officiellt Kungliga Civildepartementet,  var namnet på ett departement i Sveriges regeringskansli under åren 1840–1920.

## Historik
Vid departementalreformen den 16 maj 1840 inrättades Civildepartementet vars ärenden rörde handel, industri, sjöfart (till 1900), kommunikationer, länsstyrelser, landsting, städer, köpingar, landskommuner, sociala ärenden (från 1900), jordbruk (till 1900), hanterandet av brandfarliga ämnen, ärenden rörande samernas ställning i det svenska samhället (fram till 1900), post och telegrafärenden (efter 1900).
Eftersom departementet under årens lopp blev alltmer arbetstyngt delades departementet den 1 juli 1920 upp i Socialdepartementet och Kommunikationsdepartementet.

### Statsråd och chefer (civilministrar)
- Olof Fåhraeus             1840–1847
- Johan Fredrik Fåhraeus    1847–1856
- Ludvig Teodor Almqvist           1856–1860
- Gerhard Lagerstråle       1860–1868
- Axel Adlercreutz          1868–1870
- Axel Bergström            1870–1875
- Carl Johan Thyselius      1875–1880
- Fredrik Hederstierna      1880–1883
- Carl Johan Thyselius           1883
- Edvard von Krusenstjerna 1883–1889
- Lennart Groll            1889–1896
- Edvard von Krusenstjerna 1896–1902
- Hjalmar Westring         1902–1905
- Johan Widén                   1905
- Axel Schotte             1905–1906
- Julius Juhlin            1906–1907
- Hugo Hamilton            1907–1911
- Axel Schotte             1911–1914
- Oscar von Sydow          1914–1917
- Walter Murray                 1917
- Axel Schotte             1917–1919
- Fredrik Holmquist        1919–1920
- Carl Svensson                 1920

### Expeditionschefer på Kungliga Civildepartementet
- Nils Fredrik Wallenstéen  1840–1848
- Pehr Brändström  1862–1864
- Albert Lindhagen          1864–1866
- August Östergren          1866–1871
- Cornelius Sjöcrona        1871–1879
- Edvard von Krusenstjerna  1879–1883
- Lennart Groll             1883–1887
- Hugo Martin               1887–1895
- Hjalmar Westring          1895–1897
- Mauritz Sahlin            1897–1902
- Herman Rydin 1902–1905
- Albert Ehrensvärd den yngre 1905–1906
- Herman Rydin                   1906
- Oscar von Sydow                1906–1911
- Sigfrid Linnér            1911–1914
- Viktor Petrén             1914–1915
- August Beskow             1915–1917

### Statssekreterare på Kungliga Civildepartementet
- August Beskow             1917–1920